# سیارک ۴۹۰۳
سیارک ۴۹۰۳ (به انگلیسی: 4903 Ichikawa، نامگذاری:1989UD) چهار هزار و نهصد و سومین سیارک کشف شده‌است که در ۲۰ اکتبر ۱۹۸۹ کشف شد.
قدر مطلق سیارک برابر ۱۲٫۱۰ است.